# 錫邁納島

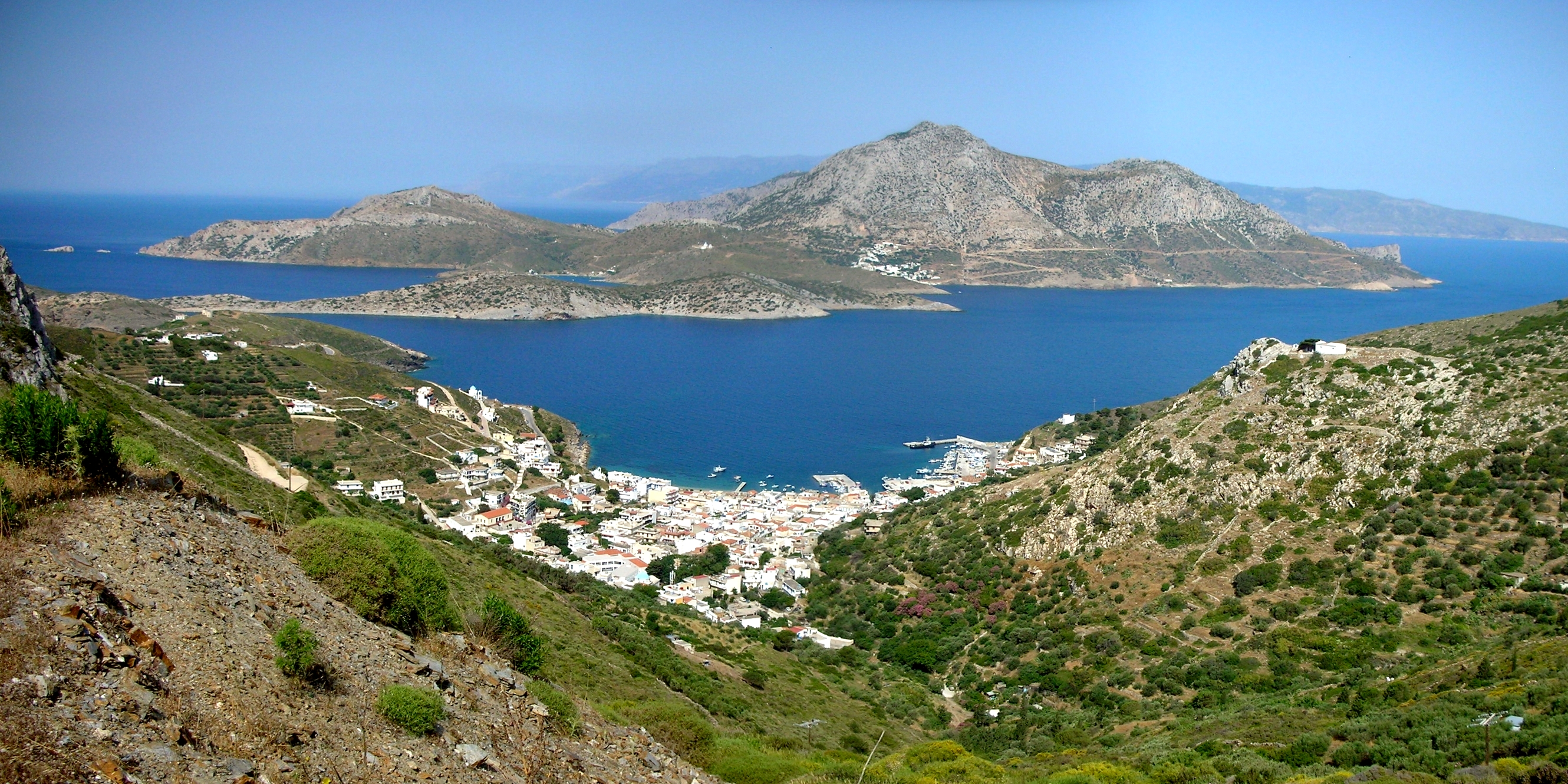
锡邁納島

锡邁納島（希臘語：Θύμαινα）是希臘的島嶼，位於愛琴海東部，由北愛琴大區負責管轄，長5.5公里、寬4.6公里，面積10平方公里，最高點海拔高度26米，2001年人口140。